# Ion Bălteanu
Ion Grigore Bălteanu (n. 3 aprilie 1887, Bâlteni, România – d. 28 aprilie 1968, București, România) a fost un microbiolog și epidemiolog român, profesor de igienă, boli infecțioase. S-a remarcat, între altele, prin participarea la campaniile de combatere a holerei din anul în 1913 și de tifosului exantematic derulată în timpul Primului Război Mondial din România. I. Cantacuzino, I.G. Bălteanu și M. Ciucă au practicat pentru prima dată în lume, cu succes, vaccinarea antiholerică în plină epidemie, folosind vaccinul antiholeric (preparat în România încă din anul 1910). A efectuat studii experimentale privind: imunitatea în dizenterie, febra tifoidă, holeră, antrax, structura antigenică a vibrionului holeric, streptococului hemolitic, a salmonelelor.

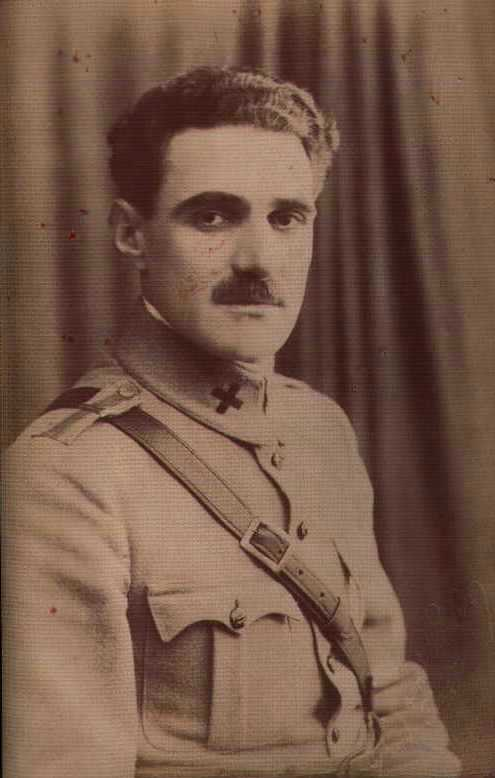

După doctoratul susținut în România în 1913 intitulat Contribuțiuni la studiul piocianazei din punctul de vedere al anticorpilor Ion G. Bălteanu a continuat specializarea la Institutul de Igienă din Strassburg (1920-1921), apoi la Institutul Pasteur (1921-1922), ulterior la Institutul Lyster din Londra (1924-1926). A fost conferențiar (1927-1929) și profesor de Epidemiologie și Clinica boalelor infecțioase (1930-1942) la Facultatea de Medicină din Iași și apoi profesor de Clinica boalelor infecțioase la Facultatea de Medicină din București (din 1942). A fost director la Spitalul Clinic de Boli Infecțioase din Iași (1937-1942),  a condus clinica de boli contagioase din Spitalul Clinic Colentina (1942-1948). Clinicile de Boli Contagioase din Spitalul Clinic Colentina astăzi poartă numele de Institutul de Boli Infecțioase Matei Balș. A fost comisar al guvernului pentru epidemii în 1941, combătând în Basarabia tifosul exantematic și alte boli infecțioase. Între anii 1929–1939, a condus Institutul de Igienă și Sănătate Publică din Iași în colaborare cu prof. Al. Slătineanu și prof. M. Ciucă. Organizează serviciul de investigații epidemiologice, de profilaxie și combatere în plasa sanitară rurală de demonstrație Tomești a Institutul de Igienă și Sănătate Publică din Iași, aici s-au experimentat și aplicat idei progresiste ale medicinii sociale românești, începând cu organizarea activității cadrelor și a principalelor probleme de igienă și de sănătate ale populației din acea vreme: cunoașterea bolilor și a cauzelor acestora prin anchete în populație, introducerea vaccinărilor și, mai ales, concentrarea activității în familii și gospodării.